# 高須賀池

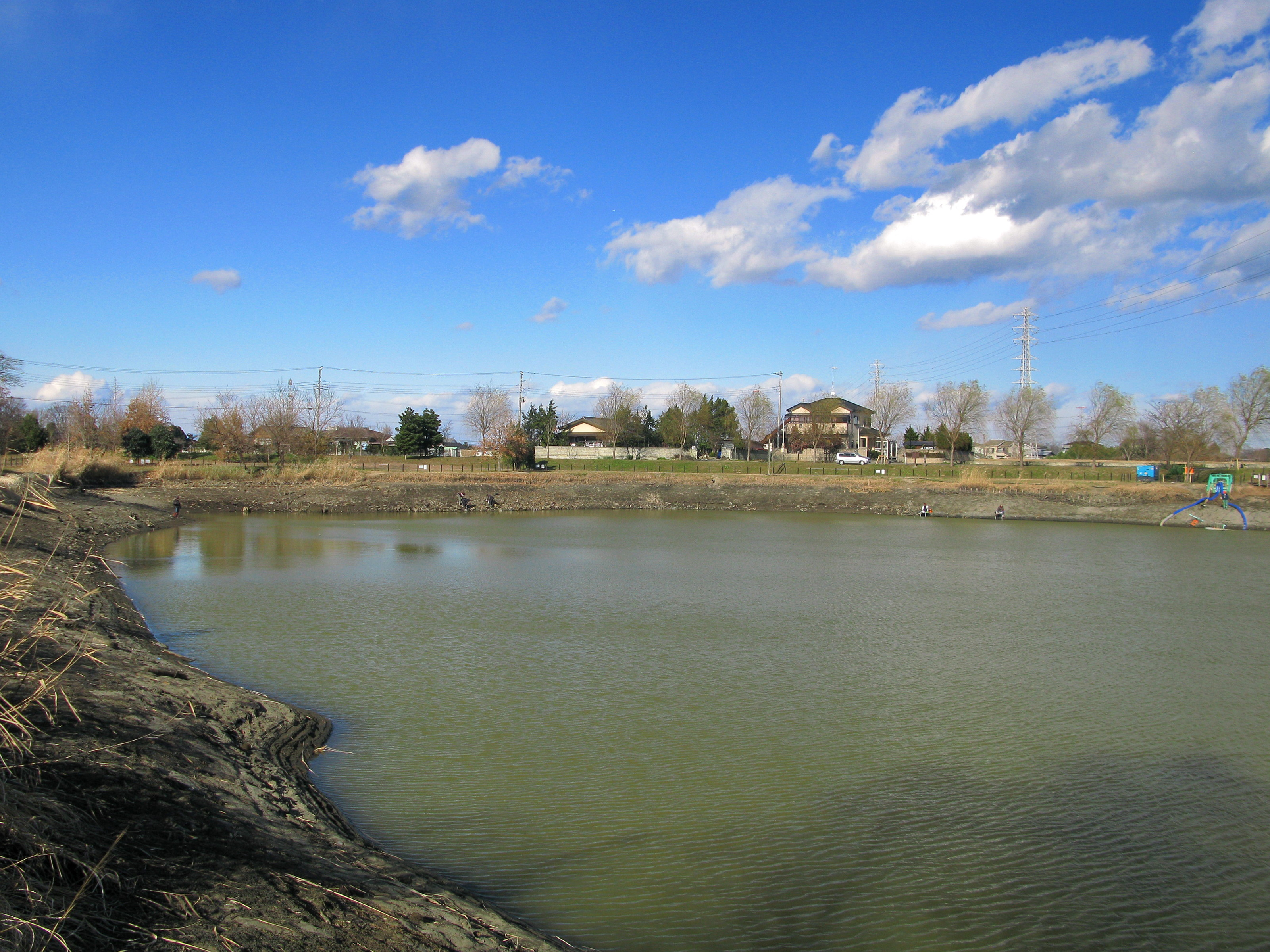
高須賀池（2011年12月）

高須賀池（たかすかいけ）は埼玉県幸手市大字高須賀および大字松石（行幸地区）に所在する池である。

## 概要
池の周囲は自然のままの場所と土崩れ防止の護岸がなされている地点とが存在する。池の形状は洪水の度に変化しているが、1961年（昭和36年）頃にはほぼ現在の姿となっていることが確認できる。池の周囲は公園として整備されていることもあり、ほぼ水面に近づくことが可能であるが、場所により立ち入り制限がなされている。所在地周辺は北側は主に水田などの農地、堤防を挟み中川が流下している。東側および西側は集落となっており、南側は水田などの農地となっている。池の南部では2条の水路と接続しており、西部にて1条の水路と接続している。今日では池の周囲は約650mとなっているが、明治期の記録である『武蔵国郡村誌』には東西50間（約91m）・南北2丁30間（約273m）・周囲6丁40間（約727m）とあり、高須賀村（今日の大字高須賀）の西方に位置すると記されている。
池は1786年（天明6年）に発生した浅間川の破堤（権現堂堤）で生じた押堀（おっぽり）である。河川の氾濫の原因としては1783年（天明3年）に発生した浅間山の噴火により利根川筋に噴石物が堆積し、河床が高くなったことに起因する。高須賀池は低地に所在する小面積の池沼には珍しく、水深が10m近くある。そのため夏期は水面近くと底層で水温差が大きくなり、酸素量に著しい違いを生じさせる。そのため特徴的な生態系がみられ研究対象となり、昭和初期に湖沼学者の注目を集めた。「この小さな池はおそらく日本の池の中で、もっともよく海外の学者に知られている湖である」と湖沼代謝の調査を施した菅原健は述べている。しかし、1947年（昭和22年）9月16日に発生したカスリーン台風による水害により濁流による土砂が高須賀池に流入し、池の形状が大きく変化した。水害前は南北に長かった池の南側は土砂により埋まり、池の北側は濁流にえぐられ池底の形状が変化した。この際発生した北西側の池は水深約10mを有している。これは再び押堀を形成したこととなり、池の形状が変化した後も湖沼としての価値が高く、自然環境保全法に基づき環境庁（現：環境省）の調査対象天然沼となっている。埼玉県内では柴山沼・伊佐沼・別所沼と併せ指定されており、5年毎に調査が行われている。このような高須賀池も今日では池の周囲は高須賀池公園として整備されており、2005年（平成17年）4月1日に開園している。高須賀池以外にも古くには幸手市内に押堀などの池沼が存在していた。

## 自然
池の周囲が公園として開発される以前はヨシやマコモなどの湿性植物が植生しており、池の東側にエノキ・ムクノキ・シラカシ・クサギ・クワをはじめとする30種類を超える樹種の帯状の樹林が広がっていた。さいたまレッドデータブックには中川低地・加須低地において希少種に数えられているカヤネズミやクロスジオオウンカなどが確認されている。この他、鳥類としてカイツブリ・カワウ、魚類としてタイリクバラタナゴ・オオクチバス・コクチバス・鯉・ヘラブナ・マブナ・ナマズ・ブルーギル・カムルチー・モツゴ、貝類としてイシガイ、トンボ類としてクロイトトンボ・ホソミオツネントンボ・オオアオイトトンボ・ハグロトンボなど14種が確認されており、池の周囲ではシラコバトも確認されていた。東側の樹林帯ではチョウ類としてクロアゲハ・ゴマダラチョウ・キマダラセセリ、ハエ類としてクロメマトイ・ミヤマキンバエ・キーガンニクバエ、ムカデ・ヤスデ類としてムカデ類が多く、エリジロベニジムカデ・ヒロズジムカデ・ゴシチナガズジムカデ・ウチカケヤスデをはじめ幸手市内で確認されている種の7割、夜間には蛾類としてカギバアオシャク・ウンモンスズメ・セダカシャチホコなどが観られた。ムカデ類のジムカデが多くみられる理由として、生息地が微高地となっており水没することが少ない為とみられている。

## 所在地
- 〒340-0102 - 埼玉県幸手市大字高須賀
- 〒340-0105 - 埼玉県幸手市大字松石[3]